# Дамаскус (Вирџинија)
Дамаскус (енгл. Damascus) град је у америчкој савезној држави Вирџинија. По попису становништва из 2010. у њему је живело 814 становника.

## Демографија
Према попису становништва из 2010. у граду је живело 814 становника, што је 167 (17,0%) становника мање него 2000. године.
| Група             | 2000.       | 2010.       |
| Белци             | 951 (96,9%) | 783 (96,2%) |
| Афроамериканци    | 16 (1,6%)   | 8 (1,0%)    |
| Азијати           | 3 (0,3%)    | 4 (0,5%)    |
| Хиспаноамериканци | 2 (0,2%)    | 8 (1,0%)    |
| Укупно            | 981         | 814         |